# USS Mississippi (BB-23)
USS Mississippi (Battleship No. 23) – pancernik amerykański, okręt główny typu Mississippi. Był drugim okrętem US Navy noszącym nazwę pochodzącą od stanu Missisipi. Po okresie służby w Marynarce Amerykańskiej został sprzedany w 1914 Grecji i przemianowany na „Kilkis”. Okręt został zatopiony przez niemieckie bombowce w kwietniu 1941.

## Służba

### Jako Mississippi

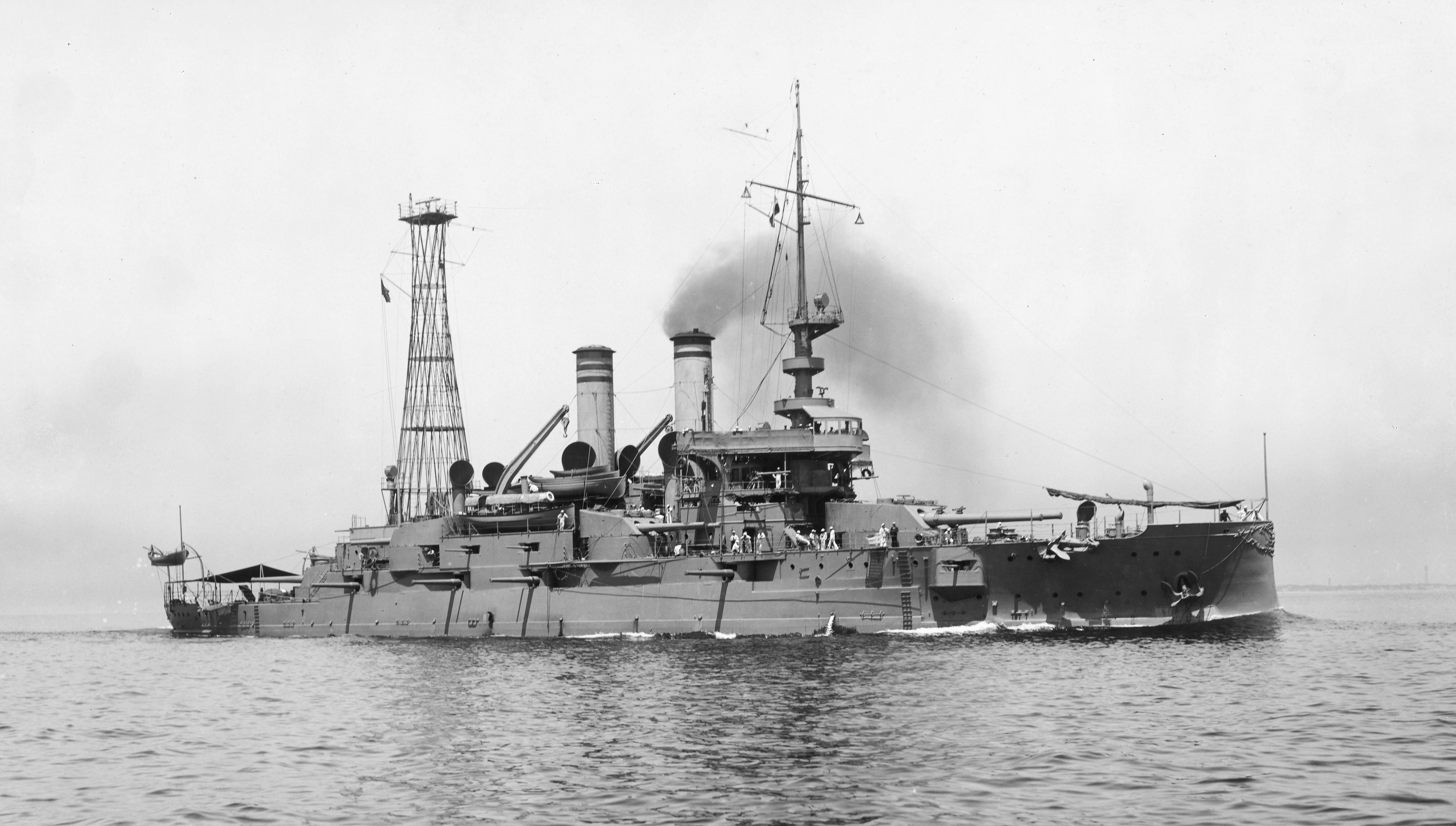
USS „Mississippi” w 1909

Budowę zatwierdzono 3 marca 1903. Stępkę okrętu położono 12 maja 1904 w stoczni William Cramp & Sons w Filadelfii. Został zwodowany 30 września 1905, matką chrzestną była pani M.C. Money, córka senatora Hernando D. Money z Missisipi. Pancernik wszedł do służby w Philadelphia Naval Shipyard 1 lutego 1908. Pierwszym dowódcą został komandor J.C. Fremont.
Zaprojektowany jako jednostka tania, drugiej klasy, „Mississippi” miał złe właściwości morskie.
Po rejsie odbiorczym w pobliżu Kuby (15 lutego – 15 marca 1908) nowy okręt wrócił do Filadelfii w celu zakończenia prac wyposażeniowych. Wychodząc z porty 1 lipca operował wzdłuż wybrzeża Nowej Anglii do powrotu do Filadelfii 10 września. Następnie pancernik wyszedł w morze 16 stycznia 1909 by reprezentować Stany Zjednoczone na inauguracji nowego prezydenta Kuby w Hawanie (25–28 stycznia). „Mississippi” pozostawał na Morzu Karaibskim do 10 lutego, tego dnia dołączając do Wielkiej Białej Floty, która wróciła wtedy ze swojej podróży dookoła świata. Wraz z flotą w dniu urodzin Waszyngtona pancernik został poddany przeglądowi przez prezydenta Stanów Zjednoczonych Theodore Roosevelta. 1 marca wrócił na Karaiby.
Okręt opuścił wody kubańskie 1 maja i popłynął w górę rzeki, której nazwę nosił. Odwiedzając większe porty śródlądowe leżące na jego drodze zawinął do Natchez 20 maja. Pięć dni później dotarł do Horn Island, gdzie otrzymał srebrną zastawę ufundowana przez stan Missisipi. Pancernik wrócił do Filadelfii 7 czerwca i operował w pobliżu wybrzeża Nowej Anglii do 6 stycznia 1910. Wtedy odpłynął na zimowe ćwiczenia i gry wojenne do zatoki Guantanamo. Pancernik odpłynął 24 marca do Norfolk i operował w pobliżu wschodniego wybrzeża USA odwiedzając duże porty i służąc jako okręt szkolny dla Naval Militia. Był także zaangażowany w manewry i ćwiczenia mające na celu utrzymanie wysokiego przygotowania bojowego.
Pancernik wyszedł z Filadelfii 1 listopada i udał się na spotkanie floty w Gravesend Bay (Anglia), które odbyło się 16 listopada. Następnie popłynął 7 grudnia do Brestu, gdzie dotarł 9 grudnia. 30 grudnia Mississippi popłynął do zatoki Guantanamo na zimowe manewry które trwały do 13 marca 1911.
Pancernik wrócił do Stanów Zjednoczonych i operował wzdłuż atlantyckiego wybrzeża, bazując na zmiany w Filadelfii i Norfolk przez następny rok i dwa miesiące. Służył jako okręt szkolny i przeprowadzał ćwiczenia operacyjne. Wyszedł z Tompkinsville 26 maja z oddziałem wydzielonym z Second Marine Regiment na pokładzie by zabezpieczać amerykańskie interesy na Kubie. Wyładował swój oddział w El Cuero 19 czerwca i pozostawał na stanowisku w zatoce Guantanamo do 5 lipca. Wtedy odpłynął do USA.
Następnie odbył ćwiczenia z 4 Dywizją Pancerników w pobliżu Nowej Anglii i wrócił do Philadelphia Naval Shipyard, gdzie został umieszczony w rezerwie (ang. First Reserve) 1 sierpnia 1912.
„Mississippi”pozostawał w Rezerwie Floty Atlantyku w Filadelfii do 30 grudnia 1913, gdy otrzymał przydział aeronautycznego okrętu – bazy (ang aeronautic station ship) w Pensacola. Wypłynął 6 stycznia 1914 i dotarł do celu 21 stycznia transportując sprzęt potrzebny do założenia stacji lotnictwa morskiego. W Pensacola, gdzie stał przez dłuższy czas, załoga wraz z pierwszymi lotnikami morskimi odbudowała starą bazę morską kładąc fundamenty pod jedną z największych i najbardziej znanych baz lotniczych.
Wraz z wybuchem walk w Meksyku „Mississippi” popłynął 21 kwietnia do Vera Cruz gdzie dotarł 24 kwietnia z pierwszym oddziałem lotników morskich wysłanych w strefę bojową. Służąc jako pływająca baza dla wodnosamolotów i ich pilotów, okręt wykonał dziewięć lotów rekonesansowych nad okolicznym terenem w ciągu 18 dni. Ostatni lot odbył się 12 maja. Miesiąc później pancernik wyszedł z Veracruz w kierunku Pensacola. Służył tam jako okręt-baza w dniach 15-28 czerwca, a później popłynął do Hampton Roads, gdzie 3 lipca przekazał sprzęt lotniczy na krążownik USS „North Carolina” (ACR-12)

### Sprzedaż do Grecji
Mississippi został wycofany ze służby w Newport News 21 lipca 1914 i tego samego dnia został przekazany Królewskiej Marynarce Greckiej.

## Oznaczenia okrętów
Pomimo tego że okręty typu Mississippi zostały wycofane ze służby zanim wprowadzono w 1920 system oznaczeń dla całej floty i z tego powodu nigdy nie nosił symbolu „BB” w czasie służby, wiele list amerykańskich pancerników (także ta w Wikipedii) prezentuje je z numerami BB-23 i BB-24 w celu jednolitości listy.